# Adolf Hitler nella cultura di massa

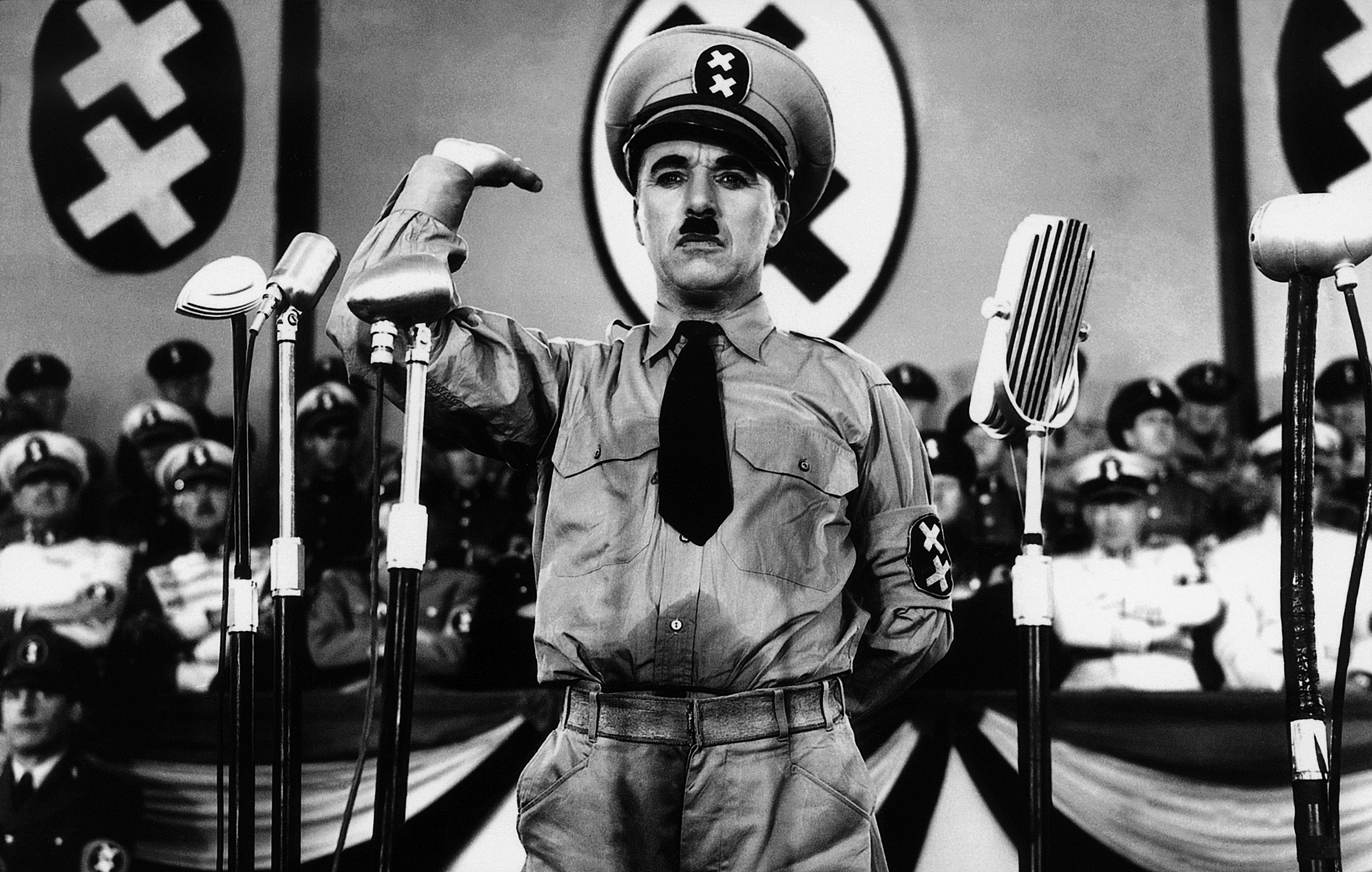
Charlie Chaplin in una scena del film Il grande dittatore (1940), una delle più celebri parodie di Hitler.

Adolf Hitler nella cultura di massa, capo del Partito Nazionalsocialista Tedesco dei Lavoratori, e anche della Germania nazista dal 1933 al 1945, essendo stato uno dei protagonisti più importanti del XX secolo e il principale responsabile di eventi che hanno causato enormi lutti e devastazioni, non poteva non ispirare registi, scrittori, drammaturghi e cantanti, diventando quindi anche un personaggio molto famoso ed estremamente discusso.

## Rappresentazioni in vita

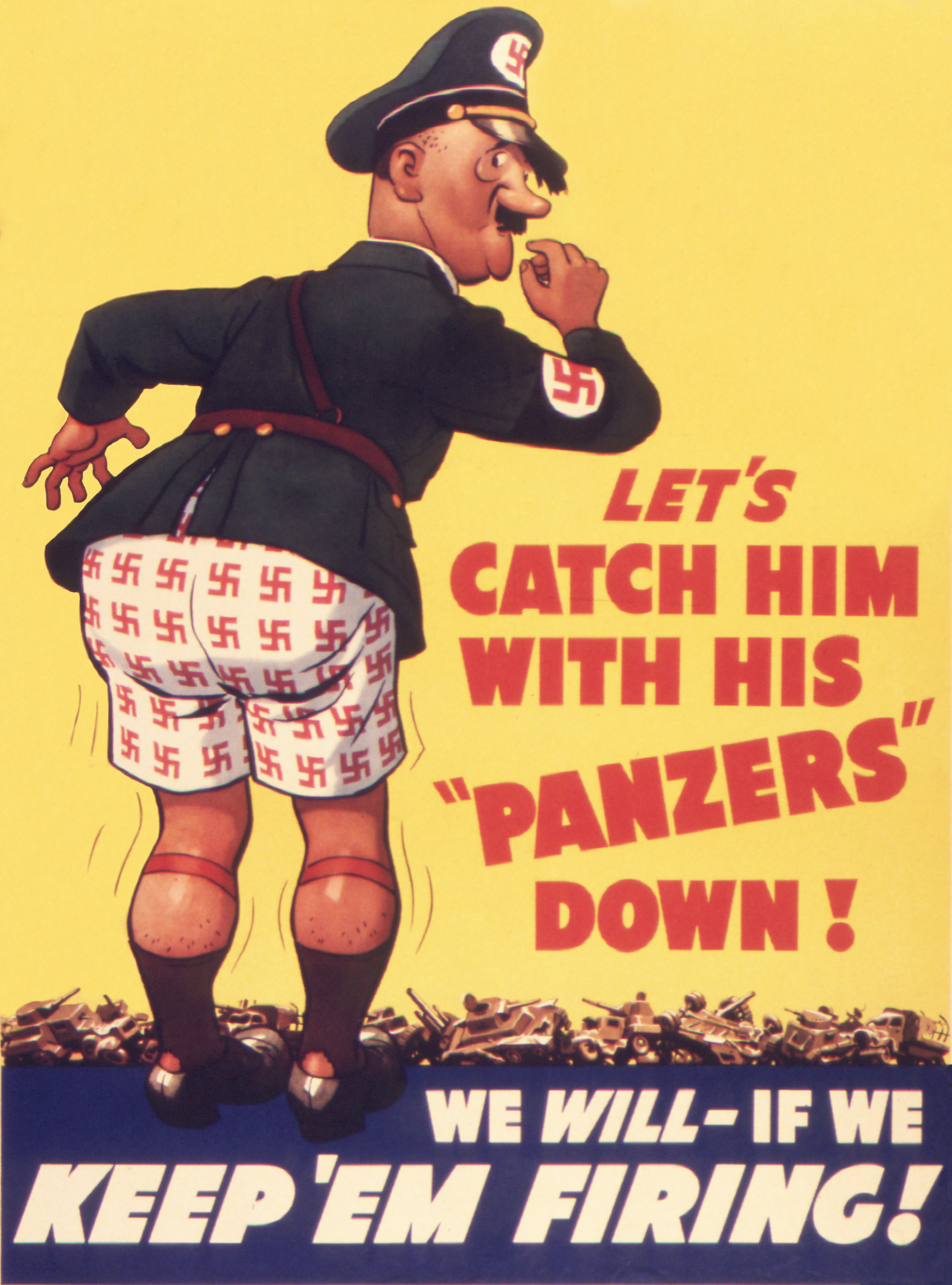
Una caricatura di Hitler nella seconda guerra mondiale. Lo slogan recita: "Becchiamolo con i 'panzer' calati!"

Numerose opere di musica e letteratura popolare dipingono la figura di Adolf Hitler. Prima e durante la seconda guerra mondiale, Hitler fu spesso descritto in Germania come una figura quasi divina, amata e rispettata dai tedeschi: si veda ad esempio il film propagandistico - girato su volontà di Hitler stesso - Il trionfo della volontà (Triumph des Willens, 1935), considerato, grazie alla regia di Leni Riefenstahl, uno dei capolavori della storia del cinema; il successivo grande film della regista tedesca, Olympia (1938), considerato il suo capolavoro, descrive le Olimpiadi di Berlino del 1936. Come Mussolini, anche Hitler cercava di essere sempre in primo piano nelle fotografie dell'epoca e anche lui veniva ritratto altissimo, sebbene non superasse il metro e settanta.
Al di fuori della Germania, invece, era spesso oggetto di derisione, come anche successivamente sarà spesso visto. Gli esempi includono:
- Il film Il testamento del dottor Mabuse del 1933, diretto da Fritz Lang, che venne vietato dal ministero della propaganda nazista: molti critici considerano la descrizione di un maniaco omicida che progetta un impero criminale dalle pareti di un manicomio criminale come un'allegoria dell'ascesa nazista al potere in Germania.
- L'opera teatrale di Bertolt Brecht La resistibile ascesa di Arturo Ui (Der aufhaltsame Aufstieg des Arturo Ui), del 1941, nella quale Hitler è rappresentato dal protagonista, Arturo Ui, un criminale di Chicago attivo nel commercio di cavolfiore.
- Numerosi cortometraggi dei Three Stooges ("i Marmittoni", un gruppo comico molto noto negli Stati Uniti), il primo dei quali fu You Nazty Spy (1940), in cui dei ragazzi diventano dittatori del paese immaginario di Moronica: questo corto in particolare sottolinea gli interessi commerciali dietro l'ascesa di Hitler al potere. Esso era inoltre la prima produzione di Hollywood di satira sui Nazisti. In altri cortometraggi, Hitler era spesso chiamato "Schicklgruber" dal cognome di nascita di suo padre Alois.
- Il film del 1940 Il grande dittatore, una delle più palesi e celebri parodie di Hitler, in cui Charlie Chaplin interpreta il doppio ruolo di Adenoid Hynkel, dittatore di Tomania, e di un barbiere ebreo perseguitato. Dopo la morte di Hitler, si scoprì che il film di Chaplin figurava nella sua cineteca.[1]
- Il film Vogliamo vivere! (To be or not to be, 1943) di Ernst Lubitsch.
- Molti cartoni animati prodotti durante la guerra, incluso Der Fuehrer's Face (1943), un cartone di propaganda di guerra della Disney, con protagonista Paperino, nonché Herr Meets Hare con protagonista Bugs Bunny. Entrambi i cartoni oggi non sono trasmessi dalle televisioni per correttezza politica.
- Uno dei più inusuali lavori di Salvador Dalí, Hitler Masturbating (1973); al riguardo Dalí dipinse anche The Enigma of Hitler (1939) e Metamorphosis of the Face of Hitler into a Moonlit Landscape (1958).

Tra le rappresentazioni drammatiche invece:
- Il romanzo La notte della svastica (Swastika Night, 1937) di Katharine Burdekin, fantapolitico e distopico. Già prima del secondo conflitto mondiale, la scrittrice britannica immaginava nel romanzo un mondo in cui il totalitarismo hitleriano aveva vinto, ambientando la storia 720 anni dopo la morte del führer.
- Il romanzo Sulle scogliere di marmo (Auf den Marmorklippen, 1939) di Ernst Jünger.
- Il film Bufera mortale (Mortal Storm, 1940) di Frank Borzage, tratto dal romanzo del 1937 di Phyllis Bottome. Girato prima dell'ingresso in guerra degli Stati Uniti, nelle intenzioni del regista doveva essere uno studio sui sentimenti nella situazione tedesca dell'epoca; divenne invece una chiara propaganda antinazista.

## Rappresentazioni dopo la morte

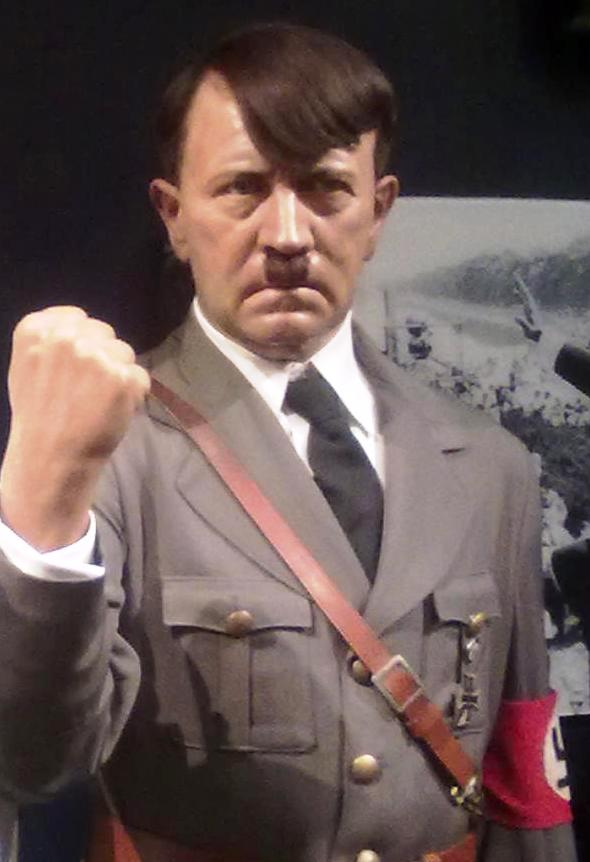
Statua di cera di Adolf Hitler al museo delle cere di Londra

Dopo la sconfitta della Germania nazista e la morte di Hitler, la derisione nei suoi confronti è stata sostituita dall'accettazione della sua totale follia: le politiche antisemite di Hitler erano ben note durante il corso della sua vita, ma fu solo dopo la sua morte che gli orrori dell'Olocausto furono conosciuti dall'opinione pubblica.
Dopo che Hitler, nel 1945, smise di essere una minaccia palpabile, fu descritto nella cultura popolare come uno fra gli uomini più diabolici di sempre.
Molti sono i temi scandagliati di volta in volta dai vari autori. In particolare:
- il tentativo di dominare il mondo;
- il progetto di genocidio degli Ebrei;
- le strategie adottate durante la seconda guerra mondiale;
- ad Hitler viene attribuita una parte significativa della responsabilità della seconda guerra mondiale, e quindi della morte di oltre 50 milioni di persone;[2]
- il mito pseudoscientifico della superiorità della razza ariana
- gli esperimenti condotti su cavie umane;
- la ricerca del Graal e l'esoterismo nazista in generale.

Tra le opere più recenti, più o meno serie, riguardanti la figura di Hitler, ricordiamo:
- La commedia musicale Per favore, non toccate le vecchiette (1968) di Mel Brooks (da cui è stato tratto un musical per Broadway nel 2001 e un remake cinematografico, The Producers - Una gaia commedia neonazista, nel 2005), è caratterizzata da una sorta di “commedia nella commedia“in quanto racconta di come un paio di imbroglioni improvvisati, intenzionati a mettere in scena una rappresentazione di sicuro insuccesso per spartirsi le quote degli investitori, scelgano di produrre un musical scritto da un nostalgico nazista, dal titolo Primavera per Hitler (Springtime for Hitler), con nazisti che ballano e canzoni sulla conquista dell'Europa: naturalmente tale opera, pensata come seria dall'autore e dai due produttori, viene recepita come comica dal pubblico ed in quanto tale viene apprezzata, mandando a monte i piani dei due truffatori.
- Il film tedesco La caduta (Der Untergang) del 2004, con Bruno Ganz nella parte del dittatore nazista, rappresenta i giorni finali di vita del Führer: l'intenzione dichiarata del regista era ritrarre il lato “umano“di Hitler.
- L'episodio 12 della prima serie del Monty Python's Flying Circus, contiene un breve abbozzo in cui “il sig. Hilter“ (interpretato da John Cleese) vive in un bed and breakfast britannico ed è candidato per il parlamento nel nord Minehead per il "National Bocialist Party". Hilter si unisce a ” Heinrich Bimmler“ (interpretato da Michael Palin) e “Ron Vibbentrop“ (Graham Chapman), ma i tre nazisti faticano a nascondere le loro identità precedenti.
- Il film The Bunker, con Anthony Hopkins, ritrae gli ultimi giorni di Hitler, rinchiuso nel bunker che lo vide suicida.
- Il film tedesco Lui è tornato (Er ist wieder da) per la regia di David Wnendt, del 2015, è un film satirico sulla figura del dittatore nell'era contemporanea.

### Narrativa
- 1962, La svastica sul sole (The Man in the High Castle) di Philip K. Dick, una ucronia in cui l'Asse ha vinto la seconda guerra mondiale.
- 1972, Il signore della svastica (The Iron Dream) di Norman Spinrad (sotto lo pseudonimo di Adolf Hitler), è stato bandito per otto anni in Germania in quanto presentato come opera di un Adolf Hitler ucronico che, anziché darsi alla politica emigra negli anni venti negli Stati Uniti, dove trova lavoro come illustratore di copertine di pulp diventando in seguito scrittore di fantascienza. Ovviamente il suo "capolavoro" è una colossale fantasia sadica e razzista che però, 'travestita' nei canoni e nelle convenzioni della science fiction, riscuote un enorme successo di pubblico.
- 1973, Hitler (Hitler, eine Biographie) di Joachim Fest
- 1992, Fatherland di Robert Harris, ucronia.
- 2001, La parte dell'altro (La part de l'Autre) di Éric-Emmanuel Schmitt
- 2005, Hitler turista, viaggio in Italia (Greco&Greco) di Maurizio Martucci
- 2008, Hitler di Giuseppe Genna

### Cinema e televisione
Qui sotto sono elencati tutti i film e serie televisive nei quali fa la sua comparsa Hitler. Sono stati inseriti anche quelle commedie nelle quali compare il personaggio e non solo i film prettamente storici. Quest'ultimi saranno indicati con una evidenziatura di colore giallo.
| Anno | Film                                                      | Attore                                        | Note                           |
| ---- | --------------------------------------------------------- | --------------------------------------------- | ------------------------------ |
| 1935 | Uma kaeru                                                 | Konparu Minamizato                            | Cortometraggio                 |
| 1940 | Après Mein Kampf mes crimes                               | Georges Fronval Albert Monys (Hitler giovane) |                                |
| 1940 | For Freedom                                               | Bill Russell                                  | Film di propaganda antinazista |
| 1940 | Night Train to Munich                                     | Billy Russell                                 |                                |
| 1941 | Quarto potere (Citizen Kane)                              | Carl Ekberg                                   |                                |
| 1941 | Duello mortale (Man Hunt)                                 | Carl Ekberg                                   | Film di propaganda antinazista |
| 1941 | Boyevoy kinosbornik 1                                     | Pyotr Repnin                                  | Cortometraggio                 |
| 1941 | How War Came                                              | Mel Blanc (voce)                              | Cortometraggio d'animazione    |
| 1941 | Boyevoy kinosbornik 7                                     | Sergei Martinson                              | Cortometraggio                 |
| 1942 | The Wife Takes a Flyer                                    | Carl Ekberg                                   |                                |
| 1942 | Blitz Wolf (Blitz Wolf)                                   | Bill Thompson (voce)                          | Cortometraggio d'animazione    |
| 1942 | The Devil with Hitler                                     | Bobby Watson                                  | Cortometraggio                 |
| 1942 | Fuggiamo insieme (Once Upon a Honeymoon)                  | Carl Ekberg                                   |                                |
| 1942 | Hitler: Dead or Alive                                     | Bob Watson                                    |                                |
| 1943 | Seein' Red, White 'n' Blue                                | Jack Mercer (voce)                            | Cortometraggio d'animazione    |
| 1943 | Nazty Nuisance                                            | Bobby Watson                                  |                                |
| 1943 | Tin Pan Alley Cats                                        | Mel Blanc (voce)                              | Cortometraggio d'animazione    |
| 1943 | Scrap Happy Daffy                                         | Mel Blanc (voce)                              | Cortometraggio d'animazione    |
| 1943 | Spies                                                     | Mel Blanc (voce)                              | Cortometraggio d'animazione    |
| 1943 | The Strange Death of Adolf Hitler                         | Ludwig Donath                                 |                                |
| 1943 | Daffy - The Commando                                      | Mel Blanc (voce)                              | Cortometraggio d'animazione    |
| 1944 | Il miracolo del villaggio (The Miracle of Morgan's Creek) | Bobby Watson                                  |                                |
| 1944 | The Hitler Gang                                           | Bobby Watson                                  |                                |
| 1944 | Russian Rhapsody                                          | Mel Blanc (voce)                              | Cortometraggio d'animazione    |
| 1944 | Meet the People                                           | Frederick Giermann                            |                                |
| 1944 | Daffy all'attacco (Plane Daffy)                           | Mel Blanc (voce)                              | Cortometraggio d'animazione    |
| 1945 | Herr Meets Hare                                           | Mel Blanc (voce)                              | Cortometraggio d'animazione    |
| 1947 | Peccatori senza peccato (If Winter Comes)                 | Winston Severn                                |                                |
| 1948 | Tretiy udar                                               | S. A. Martinson                               |                                |
| 1948 | Scandalo internazionale (A Foreign Affair)                | Bobby Watson                                  |                                |
| 1949 | La battaglia di Stalingrado (Stalingradskaya bitva I,II)  | Mikhail Astangov                              |                                |
| 1950 | La caduta di Berlino (Padeniye Berlina)                   | V. Savelyev                                   |                                |
| 1950 | Sekretnaya missiya                                        | Vladimir Savelev                              |                                |
| 1966 | Parigi brucia?                                            | Billy Frick                                   |                                |
| 1989 | Indiana Jones e l'ultima crociata                         | Michael Sheard                                |                                |
| 2003 | Il giovane Hitler                                         | Robert Carlyle                                |                                |
| 2004 | La caduta - Gli ultimi giorni di Hitler                   | Bruno Ganz                                    |                                |
| 2008 | Operazione Valchiria                                      | David Bamber                                  |                                |
| 2009 | Bastardi senza gloria                                     | Martin Wuttke                                 |                                |
| 2014 | Monuments Men                                             | James Payton                                  |                                |
| 2015 | Lui è tornato                                             | Oliver Masucci                                |                                |
| 2016 | Race - Il colore della vittoria                           | Adrian Zwicker                                |                                |
| 2018 | L'uomo che uccise Hitler e poi il Bigfoot                 | Joe Lucas                                     |                                |
| 2019 | Jojo Rabbit                                               | Taika Waititi                                 |                                |

### Fumetto e animazione

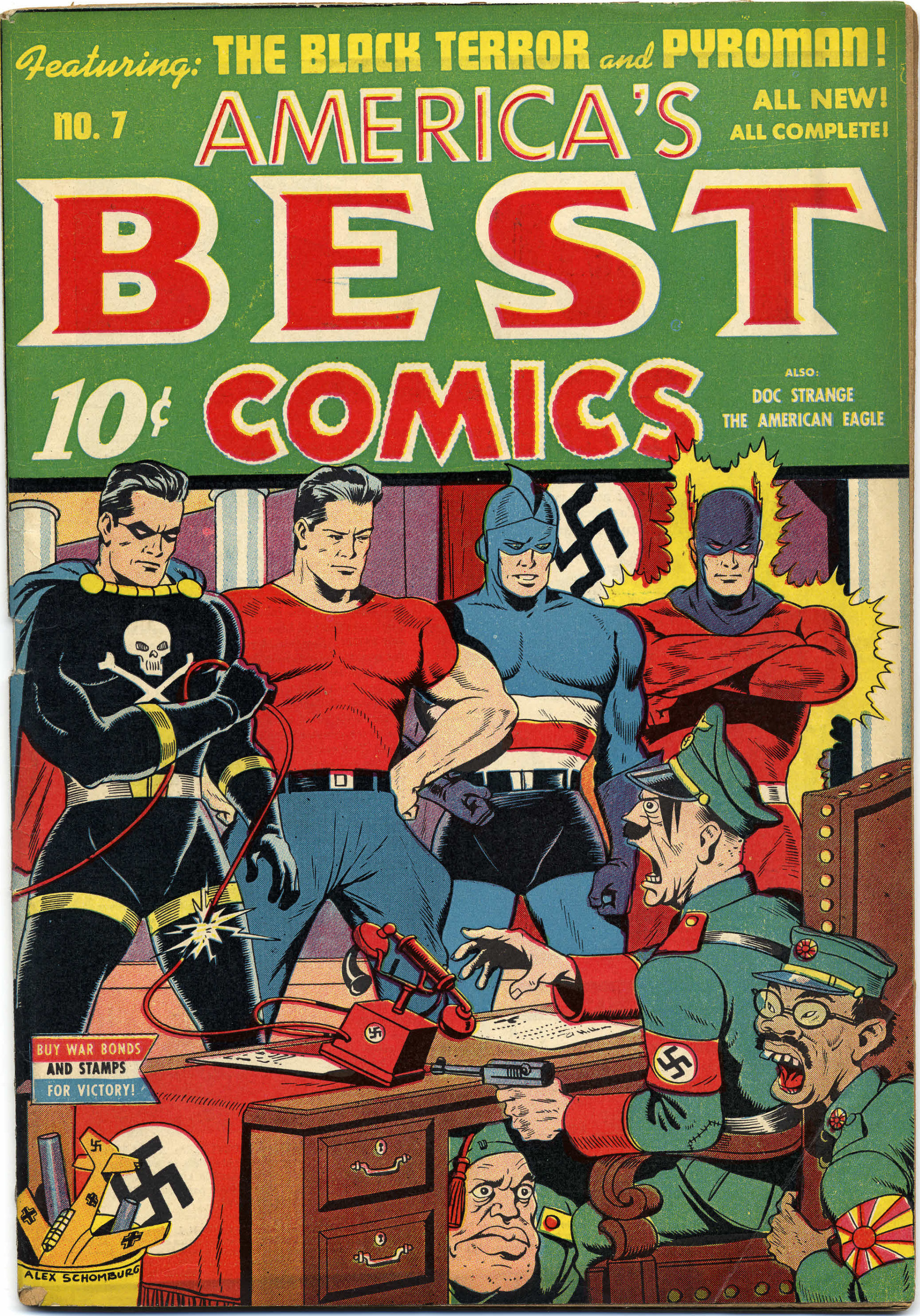
Nella copertina della rivista a fumetti Best Comics dell'ottobre 1943, Hitler (seduto) e i suoi alleati Mussolini (sotto il tavolo) e Hirohito vengono terrorizzati dall'arrivo dei supereroi americani

- La Legione del Mistero è una lunga storia della serie del poliziotto italo-americano Dick Fulmine, pubblicata a puntate sul giornale Fulmine tra il 1945 e il 1946. Per la complessità e l'intensità del narrato può ritenersi uno dei primi tentativi di graphic novel italiana, scritta da Andrea Lavezzolo e disegnata da Carlo Cossio. Secondo il libro curato da Gianni Bono e Leonardo Gori Dick Fulmine. L'avventura e le avventure di un eroe italiano (Federico Motta Editore, 1997) questa storia negli anni '40 può tranquillamente concorrere al posto di miglior fumetto italiano. Un misterioso "Professore" dalla lunga barba bianca e dalle uscite teutoniche da un nascondiglio segreto situato a Parigi mira alla conquista prima della Francia e poi dell'Europa intera, mediante una sorta di androidi che replicano fattezze e modi di fare delle personalità più in vista del Paese. Dick Fulmine (fino a poco tempo prima un personaggio al servizio dell'Italia in guerra) si trova proprio a Parigi e incappa per caso negli intrighi della cosiddetta "Legione del Mistero" (l'oscura banda al servizio del Professore) e nella scia di cadaveri che questa si lascia dietro. Fulmine trova sulla propria strada sia amici che nemici e alla fine riesce a raggiungere la roccaforte del Professore. A questo punto la storia si interrompe perché il giornale chiude i battenti, e il pubblico non saprà mai chi fosse il Professore. 40 anni dopo l'A.N.A.F. ristampa per la prima volta La Legione del Mistero (nell'albo omonimo del 1989 dato in omaggio ai soci nel 1990) con delle tavole aggiuntive di Renato Polese, nelle quali Dick Fulmine scopre che il Professore è nientemeno che Hitler, all'ultimo momento fuggito dal bunker fatale e ancora intenzionato a concludere il progetto cui aveva dato inizio tempo addietro. L'A.N.A.F. specifica che il finale è stato ricostruito in base a dichiarazioni e appunti di Lavezzolo, ma questi fa sapere poco dopo, tramite dei collezionisti, che tutto lasciava sì intendere che si trattasse di Hitler, ma all'ultimo momento doveva rivelarsi per Adolf Eichmann (all'epoca ancora latitante, ricordiamolo). Non si è più avuta una spiegazione del perché ciò non sia stato comunicato prima della ripubblicazione dell'avventura, né quali siano state le fonti dell'A.N.A.F. per ricostruire il finale poi effettivamente incollato alla ristampa della storia, finale che a conti fatti lega comunque bene al resto ed è sicuramente ben scritto (non si sa da chi, a questo punto).
- Le nove vite di Fritz il Gatto (1973), cartone di Ralph Bakshi. Lo scioperato gatto vive gli ultimi giorni del Reich sotto le attenzioni morbose del dittatore.
- Nella serie televisiva I Simpson, Hitler viene spesso menzionato; nell'episodio L'Infuriato Abe Simpson e suo nipote brontolone in: "La maledizione del Pescediavolo Battagliero"), in particolare, ci viene mostrato, durante un flashback, che Nonno Simpson, a capo della "Brigata del pesce-diavolo" fu sul punto di ucciderlo, ma Hitler venne accidentalmente salvato da Montgomery Burns. Nella stessa serie viene più volte supportata la tesi al fatto che Hitler sia sopravvissuto alla fine della guerra e che si sia rifugiato in Argentina.
- Il primo numero di Captain America Comics edito dalla casa editrice Timely Comics (in seguito Marvel Comics) mostra in copertina Adolf Hitler colpito al volto da Capitan America. Joe Simon, co-creatore del Capitano, dissè che l'idea di un eroe patriottico gli venne in quanto voleva poter utilizzare Adolf Hitler come avversario.
- Un personaggio dei fumetti Marvel, il supercriminale seminatore d'odio (Hate-Monger), è in realtà Adolf Hitler, sopravvissuto alla seconda guerra mondiale; inoltre, il Teschio Rosso, nemesi di Capitan America, era in origine un cameriere addestrato da Hitler come campione e simbolo del nazismo.
- Il manga di Osamu Tezuka La storia dei tre Adolf, in cui, oltre ad Hitler, gli altri due Adolf del titolo sono due ragazzi di nome Adolf, Adolf Kamil, ebreo, e Adolf Kaufmann, figlio di un diplomatico tedesco. La trama ruota attorno a dei documenti a dimostrazione della presunta origine giudaica del Führer.
- Nella serie tv I Griffin, Hitler è frequentemente citato in gag e flashback fuori dal contesto principale della storia. Ad esempio viene "reinterpretato" il momento del suo suicidio, viene affiancato da un fratellastro invadente dalle sembianze di Peter, o più semplicemente appare su un monociclo come giocoliere o come conduttore del programma "Ditelo a Hitler".
- Nella serie tv Disney Ricreazione, viene citato spesso "Arnulf Honker", parodia comica di un Hitler che addirittura tenta di invadere gli Stati Uniti, venendone però cacciato.
- Nel film Il diabolico guerriero degli inferi di Dragon Ball Z, quando i defunti tornano in vita, compare anche una caricatura di Hitler al comando di un gruppo di carri armati, venendo però sconfitti da Son Goten e Trunks.
- Nel manga Devilman - Time Travellers (di Gō Nagai), Akira Fudo e Ryo Asuka viaggiando nel tempo fanno la conoscenza di un giovane Adolf Hitler che a causa della morte della donna da lui amata (uccisa da un demone con le sembianze di un ebreo) prende la terribile decisione di vendicarsi sterminando la razza ebraica. Nello stesso Devilman, di cui Time Travellers rappresenta uno spin-off, le ideologie della stirpe dei demoni, fortemente razziste, sembrano ricalcare quelle di Hitler e dei nazisti.
- Nella serie animata giapponese Getter Robot G (di Gō Nagai e Ken Ishikawa) uno dei generali nemici appartenenti all'impero dei demoni Oni è chiamato Hidler ed è chiaramente ispirato al Führer.
- Nella serie tv Robot Chicken Hitler è spesso citato, in particolare in uno spezzone chiamato "Lil' Hitler" (piccolo Hitler) dove il dittatore è rappresentato come un bambino che vuole "conquistare" i banchi dei suoi compagni, convinto che il suo sia troppo piccolo.
- Nel film d'animazione Fullmetal Alchemist The Movie: Il conquistatore di Shamballa, che conclude l'anime Fullmetal Alchemist, viene raccontato il tentativo di colpo di Stato del 1923, altrimenti noto come Putsch di Monaco, e di come Adolf Hitler aspirasse ad ottenere le conoscenze alchemiche del mondo di Edward Elric per poter iniziare la sua guerra totale.
- Nel manga Hellsing gli antagonisti sono un battaglione di vampiri nazisti (gli stessi soldati che combatterono nella Seconda Guerra mondiale), sopravvissuti e trasformati in vampiri artificiali dotati di incredibili capacità superiori a quelle umane. Il loro leader è un individuo folle e senza scrupoli, il Maggiore, il quale condivide con Adolf Hitler molte somiglianze.
- Il celebre ladro dell'animazione giapponese della serie Lupin III inscena un'udienza con il dittatore ad un attempato reduce per farsi rivelare la locazione di un tesoro.
- Braccio di Ferro ed il suo nemico di sempre Bluto, scoperto un covo spionistico nipponico, ingurgitano spinaci per combattere insieme i dittatori dell'Asse, incluso Hitler che raglia al microfono.
- Nella serie animata South Park Hitler viene citato nel settimo episodio della prima stagione, "Tutti zombie per Kenny", in cui Eric Cartman si traveste da Hitler per Halloween, e ripetendo a volte: "Sieg Heil!".
- In un episodio della serie animata Love, Death & Robots, ovvero "Alternative Storiche", vengono mostrati sei scenari di morte assurdi di Hitler se fosse morto nel 1908.

### Altri media
- Il libro satirico Adenoidi di Daniele Luttazzi propone un'immaginaria intervista di Gigi Marzullo ad Adolf Hitler.
- Esiste un racconto di Charles Bukowski intitolato Svastica, inedito nella versione italiana di Storie di ordinaria follia, che narra di un ipotetico scambio d'identità tra Hitler e il presidente degli Stati Uniti d'America.
- Il gruppo d'avanguardia dei Residents incise un album intitolato The Third Reich 'n Roll, contenente un brano intitolato Hitler Was a Vegetarian. La copertina dell'album presenta numerosi riferimenti alla Germania nazista.[4]
- La copertina di Lexicon Devil (1979),  EP pubblicato dalla band punk rock The Germs, presenta un dipinto propagandista di Hubert Lanzinger, Der Bannerträger (1935 circa), il quale ritrae Adolf Hitler celebrato come figura messianica.[5][6]
- Nella serie di videogiochi di Sniper Elite, in alcune missioni è possibile uccidere Hitler.